# Бетани (Оклахома)
Бетани (енгл. Bethany) град је у америчкој савезној држави Оклахома.

## Демографија
По попису из 2010. године број становника је 19.051, што је 1.256 (-6,2%) становника мање него 2000. године.
| Група             | 2000.          | 2010.          |
| Белци             | 16.822 (82,8%) | 13.883 (72,9%) |
| Афроамериканци    | 886 (4,4%)     | 1.071 (5,6%)   |
| Азијати           | 281 (1,4%)     | 245 (1,3%)     |
| Хиспаноамериканци | 1.178 (5,8%)   | 2.546 (13,4%)  |
| Укупно            | 20.307         | 19.051         |